# Nabil El Zhar
Nabil El Zhar (sinh ngày 27 tháng 8 năm 1986 tại Ales, Pháp) là một cầu thủ người Maroc gốc Pháp hiện đang chơi cho Leganés. Anh có thể chơi cả tiền vệ cánh và tiền vệ tấn công.
Mặc dù sinh ở Pháp, song El Zhar lại chơi cho đội tuyển quốc gia của cha mẹ anh, Maroc. Dù sao anh cũng đã chơi cho ĐT trẻ của Pháp. Ở giải trẻ vô địch thế giới năm 2005, El Zhar thi đấu ở giải này.
Nabil El Zhar thi đấu 5 năm cho Liverpool và có trận đấu đầu tiên ở Premier League trong trận tiếp Sunderland vào năm 2006. Qua trận đấu này anh được ký hợp đồng chính thức và có trận đấu tiếp theo trong trận tiếp Newcastle F.C.. Anh có bàn thắng đầu tiên, từ chấm Penalty, ở đội dự bị khi tiếp Everton.
Anh có trận đấu ở Carling Cup, tiếp Cardiff City F.C. vào năm 2007, trận mà anh đã ghi bàn thắng đầu tiên cho đội. El Zhar đã đổi từ số áo 31 sang số áo 42 vào mùa giải 08/09.
Vào tháng 3 năm 2008, El Zhar ghi bàn thắng đầu tiên cho ĐT Maroc trong trận ra mắt của anh ở đội tuyển quốc gia.
Vào 18.10.2008, EL Zhar đã vào thay cho Adrea Dossena khi Liverpool đang bị dẫn 2-0 bởi Wigan. Anh đã có pha thoát xuống và chuyền cho Albert Riera ghi bàn gỡ 2-2 cho Liverpool vào phút 79, gián tiếp giúp cho thắng lợi 3-2 của Liverpool.